# Lactoria fornasini

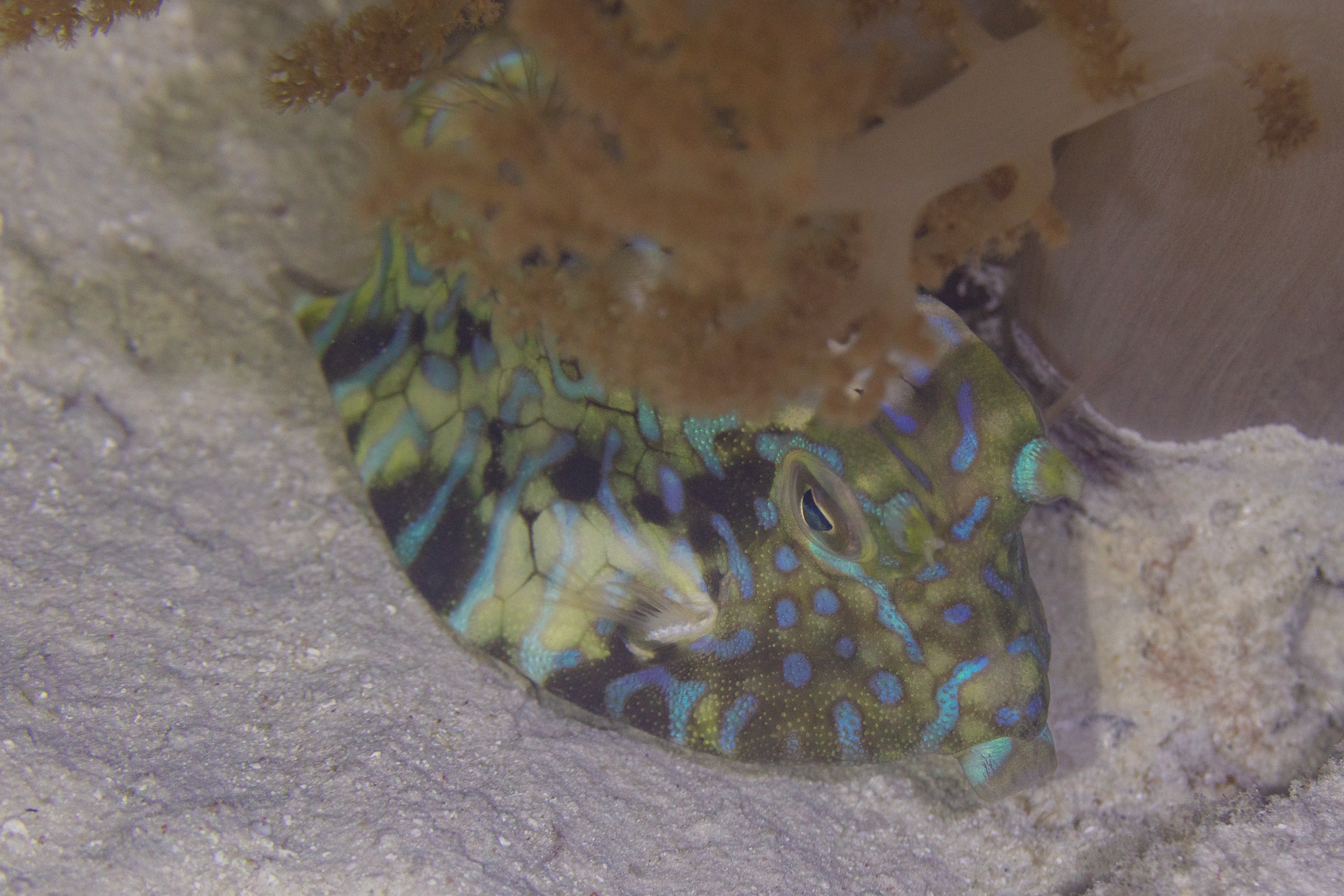

Lactioria fornasini là một loài cá biển thuộc chi Lactoria trong họ Cá nóc hòm. Loài này được mô tả lần đầu tiên vào năm 1846.

## Từ nguyên
Từ định danh được đặt theo tên của Carlo Antonio Fornasini, người đã thu thập các mẫu động thực vật ở Mozambique, bao gồm cả mẫu định danh của loài cá này, và tặng chúng cho Bảo tàng Động vật học Đại học Bologna.

## Phân bố và môi trường sống
L. fornasini có phân bố rộng ở vùng Ấn Độ Dương - Thái Bình Dương, từ Đông Phi trải dài về phía đông đến quần đảo Hawaii và Rapa Iti, ngược lên phía bắc đến Nam Nhật Bản và đảo Jeju (Hàn Quốc), giới hạn phía nam đến đảo Lord Howe và New Zealand. L. fornasini cũng xuất hiện tại vùng biển Việt Nam.
L. fornasini sống trên nền đáy đá vụn và cát, gần rạn san hô, độ sâu có thể lên đến 132 m.

## Mô tả
Chiều dài cơ thể lớn nhất được ghi nhận ở L. fornasini là 23 cm. Thân màu vàng xám. Đầu và thân có nhiều vằn đốm màu xanh tím óng. Vây lưng và vây hậu môn không màu, vây đuôi màu xám nâu có các vệt xanh óng giống đầu và thân.
Số tia vây ở vây lưng: 9; Số tia vây ở vây hậu môn: 9; Số tia vây ở vây ngực: 11–12; Số tia vây ở vây đuôi: 10.

## Sinh thái
L. fornasini có mang độc tố tetrodotoxin, có thể nuôi làm cá cảnh. Kết quả phát sinh loài cho thấy L. fornasini được nhóm với Lactoria diaphana.
Một con L. fornasini đực thường sống với nhiều con cá cái trong nhóm hậu cung. Tuy nhiên, cá cái không bị kiểm soát chặt chẽ bởi cá đực. Lãnh thổ của cá đực phụ thuộc vào số lượng lãnh thổ của những con cá cái. Trứng của L. fornasini lớn và nổi, với cụm giọt dầu được bọc trong màng đệm. Khi mới nở, cá bột phát triển tốt, tròn và được bọc trong một túi da. Túi biến mất và các tấm da hình thành trước khi dây sống cong lại.